# Christoph Biederlack

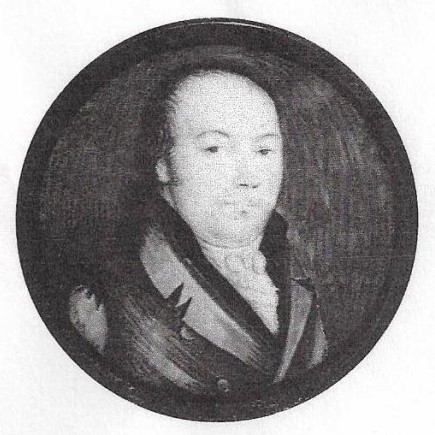
Johann Christoph Biederlack

Johann Christoph Biederlack (* 30. November 1773 in Greven; † 2. Mai 1854 ebenda) war ein deutscher Kaufmann und Politiker.

## Leben
Biederlack war der Sohn des Kaufmanns Hermann Anton Biederlack (1743–1789) und der Marie Elisabeth Frye (1753–1781). Nach dem Tod des Vaters wurde der Onkel Johann Henrich Freye, ein Seifenfabrikant, sein Vormund. 1791 bis 1796 machte er eine kaufmännische Lehre bei der Bürgermeisterwitwe A. Vüllers in Paderborn („Webwaren aller Art und Spezereien“). Er bildete sich weiter und beherrschte die Niederländische, französische und englische Sprache. Nach der Volljährigkeit übernahm er die elterliche Großhandelsfirma. Dies wurde dadurch erleichtert, da der Kaufmann Johann Heinrich Striethorst, ein Verwandter von Biederlack, aus Rheine ihm im Oktober 1897 ein Kapital von 20.000 Reichstalern (was 80 % des Gesamtkapitals der Firma darstellte) als stiller Gesellschafter zur Verfügung stellte. Kern des Geschäfts war der Großhandel von Kolonialwaren und Leinen, die die Firma von den holländischen und norddeutschen Häfen bezog und an 350 bis 400 Kunden im Münsterland verkaufte. Der junge Kaufmann war erfolgreich. In der ersten drei 1/4 Jahren wurden 9000 Reichstaler Gewinn ausgewiesen.
Die Kontinentalsperre erschwerte das Geschäft mit Kolonialwaren. Johann Christoph Biederlack gründete daraufhin im November 1811 gemeinsam mit seinem Schwager Franz Mülder die Weberei „Biederlack, Mülder & Co.“ in Emsdetten. Seine Söhne Johann Friedrich und Franz Anton übernahmen später die Geschäfte, letzterer war später an der Gründung der Grevener Baumwollspinnerei (GBS) beteiligt, in der auch sein Sohn Fritz Biederlack eine große Rolle spielte.
1822 war Biederlack Mitglied der Vertrauensmännerkommission zur Einführung der Provinzialstände in Berlin. 1826 bis 1841 gehörte er im Stand der Landgemeinden im Wahlbezirk Ost-Münster für den Kreis Münster dem Provinziallandtag der Provinz Westfalen an. 1831 bis 1854 war er einer der drei Direktoren der Provinzialhilfskasse.
1832 erhielt er den Roten Adlerorden 4. Klasse. 1837 wurde er zum Kommerzienrat ernannt.

## Familie
Am 17. November 1798 heiratete er Maria Gertrudis Biedenharn aus Neuenkirchen, Kreis Osnabrück, Tochter eines erfolgreichen Großhändlers. Das Paar hatte u. a. folgende Kinder:
1. Katharina (1802–1875), ⚭ Ludwig Terfloth
2. Marie Kath. Wilhelmine (1809–1883), ⚭ Anton Arckenoe
3. Franz (1814–1883), ⚭ Elisabeth Martina Schründer
4. Hermann (1817–1909), ⚭ Jeanette Böttrich
5. Agnes (1819–1891), ⚭ Anton Niehaus